# 今関秀雄
今関 秀雄（いまぜき ひでお、1889年7月10日 - 1952年1月14日）は、神戸で盲学校教育の充実に尽くした後、盲人全国組織の立上げ・充実のために働いた人物である。

## 生涯
今関秀雄は、1889年（明治22年）7月10日、茨城県東茨城郡磯浜町（現・大洗町）で生まれた。生家は手広く漁業を営む網元で裕福だった。数え年5歳の時、火傷で両眼を失明した。1897年4月、周囲の勧めがあって、鍼医鬼沢秀健に弟子入りし鍼灸・漢方医学の基礎を学んだ。これは1年間であったが、さらに医師永井貞夫のもとで西洋医学を、久甲子夫塾と泉彦九郎塾で国文学と漢学を修めた。1907年4月、東京盲唖学校（現筑波大学附属視覚特別支援学校）尋常科鍼按科に入学し、同時に東華学館中学の夜間部にも入学した。1911年3月に、東京盲唖学校尋常科を卒業し、4月にはさらに師範科に進んだ。師範科に入るとともに、正則学校高等予備英語科、同数学科に学び、さらに並行して小川ドイツ語塾高等科にあわせ学んでいる。
1913年（大正2年）3月に、東京盲唖学校師範科鍼按科を卒業して、私立神戸訓盲院鍼按科の教師になった。1914年、神戸訓盲院の院長になる。1923年、兵庫県が設立した神戸盲人後援会の会長になる。また、クリスチャンとして日本組合基督教会(現、日本キリスト教団)神戸多聞教会の会員であった。
1924年、神戸盲学校の校長になる。1925年、神戸盲学校は、同じく神戸市内にあった盲人技術学校とともに県立に移管され、兵庫県立盲学校(現、兵庫県立視覚特別支援学校)となり、今関はこの学校の校長事務取扱兼教諭になる。1937年（昭和12年）11月には、大日本盲人会の結成に参加し、理事になった。1942年11月23日、大日本盲人会の会長になる。1948年、日本盲人会連合の結成に参加し、理事になった。1951年、全国盲学校理療科教員連盟の顧問になった。1952年1月14日、急に様態が悪くなり死去（62歳）。
- 『道ひとすじ―昭和を生きた盲人たち―』で、昭和時代に活躍した著名な盲人100人の一人に挙げられている。

## 年譜
- 1889年（明治22年）7月10日 茨城県東茨城郡磯浜町で生まれる
- 1893年 火傷の事故で両目を失明する
- 1897年4月 鬼沢秀健に弟子入りし鍼灸・漢方医学を学ぶ
- 1907年 東京盲唖学校尋常科鍼按科に入学
- 1911年 東京盲唖学校師範科に入学
- 1913年（大正2年）3月 私立神戸訓盲院鍼按科の教師になる
- 1914年 神戸訓盲院の院長になる
- 1923年 神戸盲人後援会の会長になる
- 1924年 神戸盲学校の校長になる
- 1925年 兵庫県立盲学校の校長になる
- 1937年（昭和12年）11月 大日本盲人会の結成に参加し、理事になる
- 1942年 大日本盲人会の会長になる
- 1948年 日本盲人会連合の結成に参加し、理事になる
- 1951年 全国盲学校理療科教員連盟の顧問になる
- 1952年1月14日 病気の悪化で逝去（62歳）

## 著書
- 『経穴講』
- 『鍼法講義』
- 『盲人哲学』
- 『概観鍼治学』